# 常陸大宮市市民バス
常陸大宮市市民バス（ひたちおおみやししみんバス）は、茨城県常陸大宮市がかつて運行していたコミュニティバスである。運賃は無料であった。
2019年（令和元年）10月31日をもって、市内交通の再編により茨城交通の一般乗合バスおよび乗合タクシー（デマンド交通）に移行され、市民バスは全廃となった。

## 路線

### 地域間コース

#### 山方総合支所 - 市役所コース
- 野上・大賀経由： 山方総合支所下 - 関商店前 - 上大賀集会所前 - 旧JA大賀支所前 - 常陸大宮済生会病院 - 大宮駅入口 - 市役所本庁
- 岩崎経由： 山方総合支所下 - 大串医院前 - 旧JA大賀支所前 - 常陸大宮済生会病院 - 大宮駅入口 - 市役所本庁

野上・大賀経由は月・木曜運転、岩崎経由は火・水・金曜運転 (但しいずれも休日は運休）。

#### 山村開発センター - 市役所コース
- 山村開発センター - 長沢峠下 - 長沢 - 玉川駅前 - 玉川十文字 - 常陸大宮済生会病院 - 大宮駅入口 - 市役所本庁

土休日運休。

#### 緒川総合センター - 市役所コース
- 白田・塩田経由： 緒川総合センター - 緒川総合支所 - 上小瀬丁字路 - 旧塩田小学校入口 - 玉川十文字 - 常陸大宮済生会病院 - 大宮駅入口 - 市役所本庁
- 野口・三春経由： 緒川総合センター - 緒川総合支所 - 上小瀬丁字路 - 境橋国町口 - 間々十字路 - 旧御前山荘 - 村境 - 常陸大宮済生会病院 - 大宮駅入口 - 市役所本庁

土休日運休。

#### 旧御前山荘 - 市役所コース
- 門井・白谷経由： 旧御前山荘 - 間々十字路 - 境橋国町口 - 旧塩田小学校入口 - 玉川十文字 - 常陸大宮済生会病院 - 大宮駅入口 - 市役所本庁

土休日運休。

#### 茨城交通大宮営業所 - 小瀬高校コース
- 玉川駅・塩田経由： 大宮営業所 → 玉川十文字 → 玉川駅入口 → 旧塩田小学校入口 → 上小瀬丁字路 → 小瀬高校前
- 常陸大宮駅・野口経由： 大宮営業所 - 大宮駅前 - 抽ヶ谷 - 村境 - 那珂川大橋 - 境橋国町口 - 上小瀬丁字路 - 小瀬高校前

土休日運休。

### 温泉施設循環コース
- 市役所本庁 - 大宮駅入口 - 旧JA大賀支所前 - 山方宿駅 - 山方総合支所下 - 三太の湯 - 長沢三叉路 - ささの湯 - 長沢峠下 - 美和山村開発センター前 - 緒川総合支所駐車場 - 吉丸コミュニティセンター - 四季彩館 - 御前山総合支所 - 旧御前山荘 - 市役所本庁

火・金曜運転（但し休日は運休）。

### 大宮地区コース

#### 大賀コース
- 市役所本庁 - 大宮駅入口 - 旧JA大賀支所前 - 上大賀集会所 - 野上原団地前 - 鷹巣消防詰所前 - 常陸大宮済生会病院 - 常陸大宮高校前 - 常陸大宮駅 - 市役所本庁

火・木曜運転（但し休日は運休）。

#### 世喜コース
- 市役所本庁 - 大宮駅入口 - 東部コミュニティセンター入口 - 辰ノ口親水公園前 - 旧JA大賀支所前 - 常陸大宮高校前 - 常陸大宮済生会病院 - 常陸大宮駅 - 市役所本庁

月・水・金曜運転（但し休日は運休）。

#### 岩瀬コース
- 市役所本庁 - 大宮駅入口 - 宇留野圷農村文化伝統館裏 - 上岩瀬新農村集落センター東入口 - 大塚 - 大宮駅入口 - 常陸大宮済生会病院 - 常陸大宮高校前 - 常陸大宮駅 - 市役所本庁

月・水・金曜運転（但し休日は運休）。

#### 村石コース
- 市役所本庁 - 村田小学校前 - 富士山 - 大塚 - 大宮駅入口 - 常陸大宮済生会病院 - 常陸大宮高校前 - 常陸大宮駅 - 市役所本庁

火・木曜運転（但し休日は運休）。

#### 小場（東）コース
- 市役所本庁 - 滝沢 - 小場十字路 - 村田小学校前 - 大宮駅入口 - 常陸大宮済生会病院 - 常陸大宮高校前 - 常陸大宮駅 - 市役所本庁

月・水・金曜運転（但し休日は運休）。

#### 小場（西）コース
- 市役所本庁 - 滝沢 - 小場十字路 - 工業団地入口 - 袖ヶ台 - 常陸大宮済生会病院 - 常陸大宮高校前 - 常陸大宮駅 - 市役所本庁

火・木曜運転（但し休日は運休）。

#### 小野・若林・八田コース
- 市役所本庁 - 抽ヶ台 - ネオポリス桜台入口 - 工業団地入口 - 若林 - 八田十字路 - 常陸大宮高校前 - 常陸大宮済生会病院 - 常陸大宮駅 - 市役所本庁

月・水・金曜運転（但し休日は運休）。

#### 塩田コース
- 市役所本庁 - 八田 - 旧塩田小学校入口 - 西塩田田園都市センター - 玉川十字路 - 八田十字路 - 常陸大宮高校前 - 常陸大宮済生会病院 - 常陸大宮駅 - 市役所本庁

火・木曜運転（但し休日は運休）。

### 山方地域コース

#### 久隆コース
- 狢の草三叉路 - 久隆集落センター前 - 岡平貯水槽前 - 山方総合支所下 - 大串医院前 - 高村外科医院前

火・水・金曜運転（但し休日は運休）。

#### 梶畑・舟生沢・関沢コース
- 下小川駅前 - 旧舟生分校前 - 山方総合支所下 - 大串医院前 - 高村外科医院前

火・水・金曜運転（但し休日は運休）。

#### 北富田・高井釣コース
- 旧北富田小学校前 - 旧川野辺宅前 - 山方総合支所下 - 大串医院前 - 高村外科医院前

月・木・金曜運転（但し休日は運休）。

#### 諸沢コース
- 高村酒店前 - 猿渡沢入口 - 深串ゴミ置場前 - 諸沢駐在所前 - 山方総合支所下 - 大串医院前 - 高村外科医院前

月・火・木曜運転（但し休日は運休）。

#### 大草原・日向・地割コース
- 弓内貯水槽前 - 梅木久保 - 台沢入口 - 山方総合支所下 - 大串医院前 - 高村外科医院前

火・水・金曜運転（但し休日は運休）。

#### 小貫・照山コース
- 揠沢 - 旧照山消防署詰所 - 旧小貫小学校前 - 高村外科医院前 - 大串医院前 - 山方総合支所下

月・木・金曜運転（但し休日は運休）。

#### 長田・長沢・皆沢コース
- 小野瀬 - 長沢農村集合センター前 - 照田集会所前 - 山方総合支所下 - 大串医院前 - 高村外科医院前

月・水・木曜運転（但し休日は運休）。

### 美和地域コース

#### 鷲子コース
- 鳥居土T字路 - 塙 - 鷲の子松坂屋 - 美和総合支所・国民診療所 - 山村開発センター

火・水・木曜運転（但し休日は運休）。

#### 大具・小田野コース
- 大貝生活改善センター - 岩下 - 皆川車庫前 - 美和総合支所・国民診療所 - 山村開発センター

月・水・金曜運転（但し休日は運休）。

#### 三河戸コース
- 東河内道場 - 諏訪前 - 仲河戸集落センター - 入山 - 美和総合支所・国民診療所 - 山村開発センター

火・水・金曜運転（但し休日は運休）。

#### 上桧沢コース
- 七内林道入り口 - 仲郷コミュニティセンター - 上郷会館前 - 総合福祉センター - 山村開発センター - 美和総合支所・国民診療所

火・水・金曜運転（但し休日は運休）。

#### 永之沢・下桧沢コース
- 沢村屋前 - 仲平入り口 - 元沢入口 - 総合福祉センター - 山村開発センター - 美和総合支所・国民診療所

月・水・木曜運転（但し休日は運休）。

### 緒川地域コース

#### 八里コース
- 緒川総合センター - 松之草 - 入本郷 - 油河内 - 小舟 - 緒川総合センター - 小舟 - 大岩 - （夢枕） - 油河内 - 小舟 - 緒川総合センター

月・水・金曜運転（但し休日は運休）。

#### 小瀬コース
- 緒川総合センター - 那賀 - 国長 - 小玉 - 緒川総合センター - （国長 - 小玉） - 松之草 - 小舟 - 本郷 - 緒川総合センター

火・木曜運転（但し休日は運休）。

### 御前山地域コース

#### 長倉・秋田コース
- 長倉宿 - 秋田下 - 旧農協長倉支店 - 長倉宿 - 御前山総合支所 - 旧御前山荘

月・水・金曜運転（但し休日は運休）。

#### 細川・野田コース
- 網川 - 茂垣 - 長倉宿 - 御前山総合支所 - 旧御前山荘

火・木曜運転（但し休日は運休）。

#### 伊勢畑コース
- 相川 - 桧山 - 旧伊勢畑小前 - 旧御前山荘 - 御前山総合支所

月・水・金曜運転（但し休日は運休）。